# Бака (округ, Колорадо)
Шаблон:StateAbbr_ 37°19′ пн. ш. 102°34′ зх. д. / 37.32° пн. ш. 102.56° зх. д.
Округ Бака (англ. Baca County) — округ (графство) у штаті Колорадо, США. Ідентифікатор округу 08009.

## Історія
Округ утворений 1889 року.

## Демографія
За даними перепису 
2000 року 
загальне населення округу становило 4517 осіб, усе сільське.
Серед мешканців округу чоловіків було 2247, а жінок — 2270. В окрузі було 1905 домогосподарств, 1269 родин, які мешкали в 2364 будинках.
Середній розмір родини становив 2,9.
Віковий розподіл населення поданий у таблиці:
| Стать    | До 15 років | 15-21 | 22-29 | 30-39 | 40-49 | 50-65 | 65-85 | Понад 85 |
| -------- | ----------- | ----- | ----- | ----- | ----- | ----- | ----- | -------- |
| Чоловіки | 466         | 197   | 149   | 246   | 355   | 387   | 401   | 46       |
| Жінки    | 400         | 198   | 159   | 239   | 322   | 385   | 466   | 101      |

## Суміжні округи
- Проверс — північ
- Стентон, Канзас — схід
- Мортон, Канзас — схід
- Сімаррон, Оклахома — південь
- Юніон, Нью-Мексико — південний захід
- Лас-Анімас — захід
- Бент — північний захід

## Виноски
1. ↑  U.S. Decennial Census. United States Census Bureau. Архів оригіналу за 26 квітня 2015. Процитовано 7 червня 2014.
2. ↑  Historical Census Browser. University of Virginia Library. Архів оригіналу за 11 серпня 2012. Процитовано 7 червня 2014.
3. ↑  Population of Counties by Decennial Census: 1900 to 1990. United States Census Bureau. Архів оригіналу за 31 липня 2014. Процитовано 7 червня 2014.
4. ↑  Census 2000 PHC-T-4. Ranking Tables for Counties: 1990 and 2000 (PDF). United States Census Bureau. Архів оригіналу (PDF) за 18 грудня 2014. Процитовано 7 червня 2014.
5. ↑  State & County QuickFacts. United States Census Bureau. Архів оригіналу за 28 липня 2011. Процитовано 10 лютого 2014. [Архівовано 2011-07-28 у Wayback Machine.](англ.) Наведено за англійською вікіпедією.
6. ↑  American FactFinder. Бюро перепису населення США. Архів оригіналу за 26 лютого 2012. Процитовано 31 січня 2008. [Архівовано 2008-05-21 у Wayback Machine.]

| США | Це незавершена стаття з географії США. Ви можете допомогти проєкту, виправивши або дописавши її. |